# Anderson Duffey Packers 1947-1948
La stagione 1947-48 degli Anderson Duffey Packers fu la 2ª nella NBL per la franchigia.
Gli Anderson Duffey Packers arrivarono secondi nella Eastern Division con un record di 42-18. Nei play-off vinsero il primo turno con i Syracuse Nationals (3-0), perdendo poi la semifinale di division con i Rochester Royals (2-1).

## Roster
| N° | Naz.                   | Ruolo | Sportivo         | Anno | Alt. | Peso |
| -- | ---------------------- | ----- | ---------------- | ---- | ---- | ---- |
| 3  | Stati Uniti (bandiera) | GA    | Price Brookfield | 1920 | 193  | 84   |
| 4  | Stati Uniti (bandiera) | G     | Ralph Johnson    | 1921 | 180  | 77   |
| 5  | Stati Uniti (bandiera) | GA    | Charley Shipp    | 1913 | 185  | 91   |
| 6  | Stati Uniti (bandiera) | GA    | John Hargis      | 1920 | 188  | 82   |
| 7  | Stati Uniti (bandiera) | AC    | Howie Schultz    | 1922 | 198  | 91   |
| 8  | Stati Uniti (bandiera) | G     | Frankie Brian    | 1923 | 185  | 82   |
| 10 | Stati Uniti (bandiera) | AC    | Charlie Black    | 1921 | 196  | 91   |
| 15 | Stati Uniti (bandiera) | A     | Ed Stanczak      | 1921 | 185  | 84   |
| 16 | Stati Uniti (bandiera) | AC    | Milo Komenich    | 1920 | 201  | 96   |
|    | Stati Uniti (bandiera) | GA    | Rollie Seltz     | 1924 | 178  | 75   |
|    | Stati Uniti (bandiera) | AC    | Wally Borrevik   | 1921 | 201  | 93   |
|    | Stati Uniti (bandiera) | GA    | Dick Furey       | 1925 | 191  | 88   |
|    | Stati Uniti (bandiera) | C     | Jim Springer     | 1926 | 206  | 107  |

## Staff tecnico
- Allenatore: Murray Mendenhall